# Enneanectes boehlkei
Enneanectes boehlkei es una especie de pez de la familia Tripterygiidae en el orden de los Perciformes.

## Morfología
• Los machos pueden llegar alcanzar los 4 cm de longitud total.

## Hábitat
Es un pez de mar de clima subtropical y asociado a los  arrecifes de coral.

## Distribución geográfica
Se encuentra en el  Atlántico occidental: desde el sureste de Florida (Estados Unidos), Bahamas y Yucatán (México ) hasta Venezuela y Tobago.

## Observaciones
Es inofensivo para los humanos